# Погост (Тутаевский район)
В Ярославской области есть ещё две деревни с таким названием.
Погост — деревня Артемьевского сельского округа Артемьевского сельского поселения Тутаевского района Ярославской области .
Деревня находится на юге сельского поселения, к юго-западу от Тутаева. Она расположена на возвышенности разделяющей реки Медведка, которая протекает с восстока, и накринка, которая протекает с запада и севера.  К северо-востоку от деревни, ниже по склону стоят три компактно расположенные деревни: Федорково, Саблуково и Панфилово, которые относятся к Константиновскому сельскому поселению .
Село Погостъ указано на плане Генерального межевания Борисоглебского уезда 1792 года. В 1825 Борисоглебский уезд был объединён с Романовским уездом. По сведениям 1859 года село относилось к Романово-Борисоглебскому уезду .
На 1 января 2007 года в деревне Погост не числилось постоянных жителей . По карте 1975 г. в деревне жило 8 человек. Почтовое отделение, находящееся в городе Тутаев, обслуживает в деревне Погост 16 домов .